# Smilov Laz
Smilov Laz (Servisch cyrillisch Смилов Лаз) is een plaats in de Servische gemeente Novi Pazar. De plaats telt 8 inwoners (2002).